# Exapate duratella
Exapate duratella is een vlinder uit de familie bladrollers (Tortricidae). De wetenschappelijke naam is voor het eerst geldig gepubliceerd in 1864 door Heyden.
De soort komt voor in Europa.